# Stanislaus-Edmund Szydzik
Stanislaus-Edmund Szydzik (* 17. Januar 1915 in Brentau; † 25. November 2001 in Maulbach bei Bad Münstereifel) war ein katholischer Priester, Prälat, Theologe und Studenten- sowie Akademikerseelsorger.
Sein Vater fiel vor seiner Geburt an der Westfront. Seine Kindheit und die erste Schulzeit verbrachte er in Kurzebrack und Marienwerder (jetzt Polen). Ab 1928 wohnte er in Berlin.
Das Abitur erlangte er 1934 am Friedrichs- und Humboldt-Gymnasium (Sprachen: Latein, Griechisch, Hebräisch, Französisch und Englisch). Im Bund „Neudeutschland“  war er  1933/34 „Gaugraf“ für Berlin und Vorpommern. Als einziger seiner Schulklasse war er nicht in der Hitlerjugend. Da er Schul-Kriegswaise war, hätte er trotzdem jedes Fach studieren dürfen. Ab dem  Sommersemester 1934 studierte er in Frankfurt/Main Theologie und setzte noch im gleichen Jahr das Studium an der „Päpstlichen Universität Gregoriana“ in Rom fort. Er wohnte in dieser Zeit im Pontificium Collegium Germanicum et Hungaricum. Er erlangte den Abschluss der philosophischen Studien mit Baccalaureats und Licentias.
Am 25. März 1940 wurde er in Eichstätt von Bischof Michael Rackl zum Priester geweiht. Von 1940 bis 1946 war er Kaplan in Brandenburg/Havel – Hl. Dreifaltigkeit und arbeitete von 1940 bis 1945 als Wehrmachtsseelsorger in Brandenburg an der Havel.
1946 wegen Verhören und Bespitzelung durch die Russen Versetzung aus der sowjetischen Besatzungszone nach Berlin, und zwar nach St. Pius im Osten und ein halbes Jahr später wegen weiterer Bespitzelung nach West Berlin. 1946 St. Marien (Friedenau), 1951 Herz-Jesu (Berlin-Tegel) und  St. Bernhard Dahlem.

## Sonstige Aktivitäten
- Seit 1947 regelmäßige Rundfunkansprachen: Rias Berlin, Sender Freies Berlin, Deutschlandfunk, Saarländischer Rundfunk und Radio Vatikan.
- 1950 dreimonatiger Studienaufenthalt in den USA.
- 1951 Mitbegründer des Wannseeheims für Jugendarbeit (jetzt WannseeFORUM) in Berlin und als erster von den Vereinsmitgliedern demokratisch gewählter Vorsitzender.
- Seit 1957 Ehrenmitglied der katholischen Studentenverbindung „Tannenberg-Königsberg“ im KV in Berlin.
- 1954 Ernennung zum Studentenseelsorger durch Bischof Wilhelm Weskamm.
- 1956 Bau und Bezug des Studentenwohnheims Wilhelm-Weskamm-Haus (Berlin-Charlottenburg, Suarezstr. 15–17), errichtet für 150 Studenten aus Ost und West. Bewohner verschiedener Religionen und Nationen fanden hier einen Ort der Toleranz, der Begegnung und lebhafter Diskussionen. 1958 Erweiterungsbau in der Steifensandstrasse für überwiegend afro-asiatische Studenten.
- Drei weitere Häuser wurden in Berlin-Kladow erworben, darunter die Carl-Sonnenschein-Akademie.  Diese Häuser wurden für Fortbildungsveranstaltungen, Erholungsaufenthalte und  Promotionsfreizeiten genutzt. Dort referierten u. a.: Pater Oswald von Nell-Breuning, Prof. Emil Dovifat, Prof. Karl Rahner, Prof. Josef Pieper, Prof. Ernst-Wolfgang Böckenförde.
- Mit der Freien Universität knüpfte  Studentenpfarrer Szydzik viele Kontakte und erhielt von  Marcel Reding den Auftrag, zu Fragen der Philosophie und Theologie Vorlesungen zu halten.
- 1960 schrieb er seine Doktorarbeit mit dem Thema Ad imaginem dei-die Lehre von der Gottebenbildlichkeit des Menschen bei Ambrosius von Mailand.
- Im Januar 1961 wurde er an der Freien Universität promoviert.
- Es folgte die Ernennung durch Kardinal Lorenz Jaeger, Paderborn, zum geistlichen Rektor der Hegge, einem christlichen Bildungswerk der Diözese. Ab 1961 war er auch Mitglied im Johann-Adam-Möhler-Institut für Ökumenik.
- 1964 wurde Szydzik vom Katholischen Akademikerverband e.V. zu dessen Leitung berufen. Überregionale Arbeit in allen Ortsvereinigungen und Organisation von Großveranstaltungen, u. a. in Essen, München, Freiburg und Münster.
- 1969 wurde der von Papst  Paul VI. zum Päpstlichen Ehrenprälaten ernannt.
- Bis 1978 war er Mitglied des Direktoriums der Salzburger Hochschulwochen und wirkte außerdem beratend bei Kongressversanstaltungen der Bundesärztekammer in Davos, Grado, Meran und London.
- Anknüpfend an die Bildungsreisen des Kath. Akademikerverbandes in den 20er und 30er Jahren, hielt er ab 1968 jährlich ein Rom-Seminar.
- 1973 fand ein erstes Treffen mit ehemaligen Brandenburger Jugendlichen seiner ersten Kaplanszeit statt. Danach traf sich der  Brandenburger Freundeskreis jährlich. (Nach der Wiedervereinigung auch mit Freunden der Heimatstadt.)
- Er war Gründer und bis 1978 Chefredakteur der Zeitschrift Renovatio.
- 1978 erfolgte die Gründung der Niels-Stensen-Gemeinschaft, einer Vereinigung von Ärzten, Apothekern und Angehörigen aller Heilberufe.
- Ab 1980 wurde die Vierteljahreszeitschrift heilen herausgegeben.

Anlässlich seines 65. Geburtstages wurde er vom katholischen. Akademikerverband mit der Festschrift …deshalb für den Menschen geehrt.
- Nach der Pensionierung feierte Szydzik regelmäßig als Subsidiar samstags und sonntags Gottesdienste auf dem Bonner Kreuzberg. Erwähnenswert sind die von ihm geführten Kreuzberggespräche mit  Wissenschaftlern aller Fakultäten.
- Für Mitglieder der Niels-Stensen-Gemeinschaft und Freunden aus anderen Vereinigungen leitete er 53 Studienreisen in Europa, nach Israel, USA und Russland. 84 Tagungen  finden in den Benediktinerklöstern Maria Laach und Beuron statt.
- 1989 erfolgte der Wohnortwechsel von Bonn-Godesberg nach Bad Münstereifel-Maulbach.

Am 25. November 2001 starb Szydzik. Sein Grab befindet sich auf dem Friedhof in Bad Münstereifel-Houverath.